# Лукашёва, Елена Андреевна
Еле́на Андре́евна Лукашёва (род. 28 июля 1927, Изюм) — советский и российский учёный-правовед, доктор юридических наук, профессор, заслуженный юрист Российской Федерации, член-корреспондент РАН (1997). Индекс Хирша — 17.

## Биография
В 1950 году окончила юридический факультет МГУ. В 1953—1961 годах заведовала отделом журнала «Советское государство и право». В 1955 году защитила кандидатскую диссертацию на тему: «Социалистическое правосознание народных масс в развитии и укоренении законности».
С 1961 года работает в Институте государства и права РАН. В 1973 году защитила докторскую диссертацию «Социалистическое правосознание и законность». С 1998 года по 2015 год возглавляла сектор прав человека Института государства и права РАН, позднее — главный научный сотрудник этого сектора.
30 мая 1997 года была избрана членом-корреспондентом РАН по отделению философии, социологии, психологии и права.

## Научная деятельность
Сфера научных интересов: социалистическое правосознание, права человека, место прав человека в социокультурной системе цивилизаций, мораль и право, правовое и социальное государство.
Была организатором подготовки проекта Декларации прав и свобод человека, которая была принята на последней сессии Верховного Совета СССР 22 ноября 1991 года. Принимала участие в подготовке материалов к проекту Конституции Российской Федерации. Один из авторов комментариев к Конституции Российской Федерации.
Автор более 100 научных работ, в том числе 10 монографий, ответственный редактор и соавтор ряда коллективных работ.

## Награды и звания
- Орден Почёта (2007) — за достигнутые трудовые успехи и многолетнюю плодотворную работу[1].
- Заслуженный юрист Российской Федерации (1994) — за заслуги в укреплении законности, успешную нормотворческую деятельность и многолетнюю добросовестную работу[2].
- Благодарность Президента Российской Федерации (2007) — за большой вклад в российскую правовую науку и многолетнюю плодотворную деятельность[3].
- Премия имени А.Ф. Кони (2018) — за серию работ, посвящённую исследованию цивилизационных, нормативно-ценностных и социокультурных оснований права.